# Песах (хазарский полководец)
Песах — хазарский полководец. Судя по имени — иудей, вероятно родом хазарин. Начальник области, прилегающей к Керченскому проливу. Носил титул «булшицы», известный в данном регионе в более раннее время, и предположительно расшифровывающийся как «начальник гарнизона» или «сборщик налогов».
Около 939 года отразил инспирированный Византией набег русского войска во главе с неким Хельгу (князем Олегом Моравским?) на хазарские владения в Крыму. В его отсутствие русы захватили город Самкерц (Тмутаракань). Песах не застал там русского войска и атаковал крымские владения Византии. Захватил три города и множество деревень, а затем осадил Херсонес. Осаждённые прибегли к строительству подкопа, через который попытались атаковать хазар, но потерпели неудачу, потеряв погибшими 90 человек. Взять город хазары не смогли, но получили своих пленных и русов, которые их сопровождали. Последние были казнены. После этого Песах продолжил преследование Хельгу и воевал с ним четыре месяца. Он полностью разбил его, захватил всю награбленную в Самкерце добычу и принудил князя к военному союзу против Византии (см. Русско-византийская война 941—944 годов).
Информация о Песахе содержится в сообщении т. н. Кембриджского анонима и является ценнейшим свидетельством о хазарской армии, которая в более подробных исламских источниках изображается преимущественно наёмной.
Фигуру Песаха пропагандируют антисемитски настроенные историки и публицисты как иллюстрацию теорий о «еврейской угрозе». Его победа над русской дружиной без серьёзных оснований трактуется как завоевание Хазарией Киевской Руси.